# RoadRailer
 (août 2017).
- Si vous ne connaissez pas le sujet, laissez ce bandeau (vous pouvez alors contacter les auteurs).
- Si vous supprimez le contenu mis en cause (vous pouvez préalablement contacter les auteurs),

argumentez précisément cette suppression dans la page de discussion
(un manque de référence n'est pas un argument ; une recherche réelle de référence doit avoir été effectuée, être formellement documentée).
Le RoadRailer est un système de transport combiné bimodal américain.

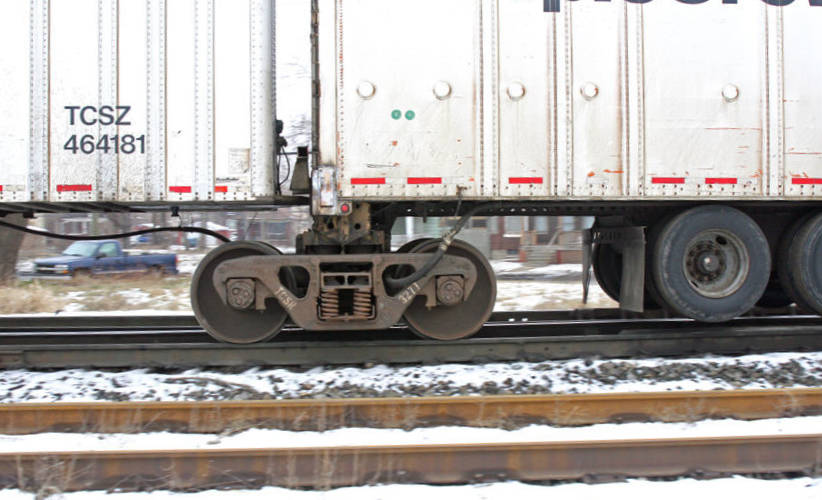
Bogie de jonction entre 2 remorques

Il s'agit de semi-remorques routières reposant à leurs extrémités sur un bogie ferroviaire. Les semi-remorques sont spécialement équipées à l'arrière de supports qui se verrouillent sur un bogie spécifique et à l'avant d'un timon spécial qui repose sur le bogie suivant. Une traverse de tamponnement classique est ajoutée à chaque extrémité de la rame.
La formation de la rame se fait par déplacement de la première semi-remorque qui est verrouillée au bogie de tête puis posée à l'avant sur ses pieds. Un bogie intermédiaire est amené sur la voie sous la semi-remorque et ainsi de suite.
Cette solution présente les mêmes inconvénients que le système wagon kangourou tout en mettant à l'épreuve la structure même des véhicules routiers transportés, ce qui, en Europe du moins, est un défaut majeur.
C'est en 1986 que ce système a d'abord été adopté aux États-Unis par la compagnie Norfolk Southern. Depuis il s'est généralisé et c'est la société Triple Crown qui est le leader de ce mode de transport.
En Europe, un système équivalent a été tenté sous le nom de Kombirail, mais il semble sans suite. La SNCF a, semble-t-il, acquis en 1992 une rame américaine qu'elle a essayée, mais sans donner suite également.